# Ryan Pickett
Ryan Lamont Pickett (Zephyrhills, 8 ottobre 1979) è un giocatore di football americano statunitense che gioca nel ruolo di defensive end per i Green Bay Packers della National Football League (NFL). Fu scelto nel corso del primo giro (29º assoluto) del Draft NFL 2001 dai St. Louis Rams. Al college ha giocato a football ad Ohio State.

## Carriera professionistica

### St. Louis Rams
Pickett fu selezionato con la 29ª scelta assoluta del Draft 2001 dai St. Louis Rams. Il 28 luglio 2001 Pickett firmò un contratto quinquennale del valore di 5,995 milioni di dollari con la franchigia. L'accordo includeva 2,615 milioni di bonus akka firma. La basi salariali erano di 504000 $ nel 2001, 530000 $ nel 2002, 656000 $ nel 2003, 782000 $ nel 2004 e 908000 $ nel 2005.
Nella sua stagione da rookie con i Rams Pickett giocò principalmente come riserva e prendendo talvolta parte alle azioni degli special team. Nel 2002 Pickett giocò una grande annata disputando 14 partite come defensive tackle sinistro e terminando al secondo posto della squadra con 67 tackle, 45 dei quali solitari. Nel 2003 e nel 2004 mantenne le stesse medie giocando come defensive tackle e come nose tackle e fu un perno fondamentale della difesa sia nella stagione regolare che nei playoff. Nel 2005 Pickett giocò quella che, all'epoca, fu la sua miglior stagione dal punto di vista statistico. Egli giocò come titolare tutte le sedici gare stagione, mettendo a segno, con 65 tackle, il massimo stagionale per un uomo della linea difensiva nella lega. Dopo l'annata 2005 Pickett divenne un unrestricted free agent.

### Green Bay Packers
Il 17 marzo 2006 i Green Bay Packers firmarono con Pickett un contratto quadriennale del valore di 14 milioni di dollari. Nella sua prima stagione con i Packers Pickett giocò come titolare tutte le 16 gare stagionali totalizzando 92 tackle (45 solitari), un fumble recuperato e un record in carriera di sette passaggi deviati. Nel 2007 Pickett giocò in 14 partite, tutte come titolare, e mise a segno 39 tackle e il suo primo sack in carriera come Packer. Nel 2008 egli concluse con 48 tackle, giocando come titolare tutte le sedici partite, con 1.5 sack e tre passaggi deviati. Nel 2009 Pickett giocò nel ruolo di Nose Tackle nella nuova difesa 3-4 del coordinatore difensivo Dom Capers.
Il 25 febbraio 2010 i Packers applicarono la franchise tag su Pickett che firmò un nuovo contratto triennale il 12 maggio 2010. Pickett venne spostato nella nuova posizione di defensive end con il giocatore al secondo anno B.J. Raji trasferito nel ruolo di nose tackle.
Pickett fu l'ancora del gioco difensivo dei Packers nella loro corsa alla vittoria del Super Bowl nel 2010-11. Egli fu secondo solo a Charles Woodson come giocatore più esperto della difesa dei Packers. Egli mise a segno due tackle nel Super Bowl XLV ma, cosa più importante, fu un elemento fondamentale in una delle giocate decisive dei Packers. Nella prima giocata del quarto periodo, i Pittsburgh Steelers stavano inseguendo i Packers 21-17, e si trovavano su una situazione di secondo&2 sulla linea delle 33 yard di Green Bay. Il running back degli Steelers Rashard Mendenhall prese il possesso del pallone e fu immediatamente scagliato a terra da Pickett. Il tackle di Pickett permise a Clay Matthews di forzare un fumble raccolto dal linebacker dei Packers Desmond Bishop, il quale permise poi all'attacco dei Packers di portarsi sul 28-17 nei drive successivi. I Packers alla fine vinsero 31-25, riportando il titolo a Green Bay dopo 14 anni.
Nella stagione 2011 Pickett concluse con 33 tackle e 2 passaggi deviati in quattordici partite disputate, tutte come titolare. I Packers chiusero con il miglior record della lega, 15-1, ma furono eliminati prematuramente nel divisional round dei playoff dai New York Giants.

## Palmarès

### Franchigia
- Super Bowl : 1

Green Bay Packers: Super Bowl XLV
- National Football Conference Championship: 2

St. Louis Rams: 2001
Green Bay Packers: 2010

### Individuale
- Formazione ideale del 10º anniversario dei Saint Louis Rams

## Statistiche
| Tackle totali    | 505 |
| Sack fatti       | 9,5 |
| Intercetti fatti | 0   |
| Fumble forzati   | 1   |